# 経済羅針盤
『経済羅針盤』（けいざいらしんばん、Business Compass）は、NHKの経済に関する情報番組である。

## 概要
2004年4月4日に『週刊経済羅針盤』の番組名で放送開始し、翌年度に「週刊」を外す。内容は経済担当の解説委員と女性アナウンサーが進行役を務め（2004年度は外部リポーター1名も加わる）、概ね以下のコーナーからなる。
オフタイムミーティング
企業の経営者をスタジオに招きその経営姿勢について話してもらうインタビューコーナー。内容は番組ホームページで文章で閲覧できる。
きょうの羅針盤
最近の経済の話題の中から重要なキーワードを選んで解説委員が解説する。
国内向けの総合テレビ、衛星第1テレビはステレオ放送、総合テレビと同時放送される海外向けのNHKワールド・プレミアムはモノラル放送だが、時差放送される海外向けのNHKワールドTVの放送は全時間帯が英語主音声による2か国語放送である。デジタル衛星第1テレビは2006年11月26日放送分よりハイビジョンと同じ画角16：9のサイズで放送する（標準画質）。また、衛星第1テレビでは画面上に「この番組は今朝放送されたものです」というテロップを表示する。
2009年3月29日の放送を最後に終了する。4月からは『家計診断 おすすめ悠々ライフ』と統合し、『経済ワイド ビジョンe』となる。2010年3月に『ビジョンe』が終了後、『Bizスポ』に機能を引き継ぐ。

## 放送時間
2004年度
- 総合テレビ：日曜日 10:05 - 10:50
- 衛星第1テレビ：日曜日 18:10 - 18:55

2005年度 - 2008年度
- 総合テレビとNHKワールド・プレミアム：日曜日 8:25 - 8:55
NHKワールド・プレミアムはノンスクランブル放送。
- 衛星第1テレビ：日曜日 18:10 - 18:40

NHKワールドTV
いずれも国内より1週遅れ。
- 月曜日 17:15 - 17:45
- 月曜日 23:15 - 23:45
- 火曜日 4:15 - 4:45
- 火曜日 10:10 - 10:40
- 火曜日 13:15 - 13:45

## 出演者
- 柴田祐規子（アナウンサー、2005年4月 - 2006年7月）
- 鹿島綾乃（アナウンサー、2004年4月 - 2005年3月）
- 松岡洋子（リポーター、2004年4月 - 2005年3月）
- 関口博之（解説委員）
- 古野晶子（アナウンサー、2006年8月13日 - 2009年3月）
- 梅津秀行（ナレーション）